# Enrique Rodríguez (Boxer)
Enrique Rodríguez Cal (* 17. November 1951 in Candás; † 23. November 2022 in Avilés) war ein spanischer Boxer. Rodríguez war Bronzemedaillengewinner der Olympischen Spiele 1972 und der Weltmeisterschaften 1974. Außerdem war er Teilnehmer der Olympischen Spiele 1976 und hier auch Fahnenträger der spanischen Mannschaft bei der Eröffnungsfeier.

## Karriere

### Amateur
Rodríguez gewann 1971 mit den Mittelmeerspielen in Izmir seinen ersten internationalen Titel im Halbfliegengewicht (-48 kg). Im Jahr darauf nahm er an den Olympischen Spielen in München teil und erreichte nach Siegen über Alexandru Turei, Rumänien (3:2), David Lee Armstrong, USA (5:0), und Rafael Carbonell, Kuba (4:1), das Halbfinale. In diesem stand ihm der Nordkoreaner Kim U-Gil gegenüber, dem er mit 3:2 Ringrichterstimmen unterlag.
1973 nahm Rodríguez erstmals an den Europameisterschaften teil und errang auch hier die Bronzemedaille. Auch bei den Weltmeisterschaften im Folgejahr landete er auf dem dritten Platz. Er verlor im Halbfinale gegen den späteren kubanischen Weltmeister Jorge Hernández. Bei den Europameisterschaften 1975 erreichte Rodríguez das Finale, welches er gegen Olexander Tkatschenko, Sowjetunion (5:0), verlor. Im selben Jahr gewann er in Algier zum zweiten Mal die Mittelmeerspiele. 1976 nahm Rodríguez zum zweiten Mal an den Olympischen Spielen teil und erhielt auch die Ehre, bei der Eröffnungsfeier als Fahnenträger seiner Nation teilnehmen zu dürfen. Bei den Wettkämpfen schied er jedoch bereits im ersten Kampf gegen den Mongolen Serdambyn Batsüch aus. Ähnlich erging es ihm auch bei den Europameisterschaften 1977, bei denen er im Viertelfinale an Georgi Georgiev, Bulgarien (5:0), scheiterte.

### Profi
1978 bestritt Rodríguez seinen ersten Profikampf. Von seinen ersten 19 Kämpfen gewann er 18 und beendete einen unentschieden. Er erkämpfte sich dabei 1979 den spanischen Fliegengewichtstitel, welchen er drei Mal verteidigte. Seinen 20. Kampf bestritt Rodríguez 1981 um den Europameistertitel gegen den späteren WBC-Weltmeister Charlie Magri und verlor diesen durch TKO in der zweiten Runde. Er verteidigte nochmals seinen spanischen Meistertitel, bevor er 1982 erneut gegen Magri um den Europameistertitel kämpfte und abermals durch TKO in der zweiten Runde verlor. Von den folgenden fünf Kämpfen gewann Rodríguez nicht einen einzigen. U.a. verlor er einen Europameisterschaftskampf gegen Ciro De Leva.